# IC 1785
IC 1785 ist eine elliptische Galaxie vom Hubble-Typ E/S0 im Sternbild Dreieck am Nordsternhimmel. Sie ist rund 213 Millionen Lichtjahre von der Milchstraße entfernt und hat einen Durchmesser von etwa 550.000 Lichtjahren. Gemeinsam mit IC 1784 bildet sie das gravitativ gebundene Galaxienpaar KPG 61 und sie gilt als Mitglied der IC 1784-Gruppe (LGG 55). 
Im selben Himmelsareal befinden sich unter anderem die Galaxien IC 1789, PGC 8609, PGC 8623, PGC 2015762.
Das Objekt wurde am 20. Januar 1898 von Stéphane Javelle entdeckt.